# إيه سي ليوباردز
نادي ليوبارد هو نادي كرة قدم من جمهورية الكونغو يقع مقره في دوليسيه.

## انجازات
- دوري الكونغو الممتاز

الفائز (1): 2011-12.
الوصيف (3): 2008-09، 2009-10، 2010-11
- كأس الكونغو لكرة القدم

الفائز (3): 2008-09، 2009-10، 2010-11.
- كأس الاتحاد الأفريقي لكرة القدم

الفائز (1): 2012.

## الأداء في البطولات القارية
- كأس الاتحاد الأفريقي لكرة القدم: 3 مشاركات

2010 - الدور الأول
2011 - الدور الأول
2012 - الفائز

## وصلات خارجية
- صفحة النادي - leballonrond.fr